# Хагуарес
«Хагуарес» (исп. Jaguares) — профессиональный регбийный клуб из Буэнос-Айреса, Аргентина. Начиная с 2016 года выступает в Супер Регби, крупнейшем регбийном чемпионате Южного полушария. Команда проводит домашние матчи на стадионе «Хосе Амальфитани» в Буэнос-Айресе, который вмещает 49 540 зрителей.

## История

### Предыстория и включение в Супер Регби
После серии удачных выступлений сборной Аргентины, занявшей, в частности, третье место на чемпионате мира 2007, Аргентинский регбийный союз начал предпринимать шаги по присоединению сборной к Кубку трёх наций либо к Кубку шести наций. В 2009 году было объявлено, что «Пум» пригласили участвовать в Кубке трёх наций, в котором играли сборные Новой Зеландии, Австралии и ЮАР. Турнир был переименован в Чемпионат регби, а сборная Аргентины впервые приняла в нём участие в 2012 году.
Несмотря на успехи сборной на международной арене, в стране не было профессиональной регбийной лиги. Аргентинский регбийный союз создал команду «Пампас XV», которая с 2010 по 2013 годы принимала участие в Кубке Водаком, а в 2011 выиграла соревнование. Из-за финансовых причин клуб был вынужден отказаться от участия в турнире, но уже в 2014 году команда была заявлена на участие в Тихоокеанском кубке вызова и выиграла его в 2014 и 2015 годах. В то же время Аргентинский регбийный союз пытался договориться о создании одной или нескольких аргентинских франшиз в Супер Регби, но как минимум до сезона 2016 включение новых команд было невозможно из-за того, что SANZAR уже продал телеправа на сезоны 2011—2015.
В 2013 году Грег Питерс, исполнительный директор SANZAR, заявил, что в сезоне 2016 состав Супер Регби будет расширен за счёт возвращения южноафриканской франшизы «Саутерн Кингз». В начале 2014 года было объявлено о увеличении количества участников до 18 и о предоставлении одной из франшиз Аргентине. Согласно плану, клуб должен базироваться в Буэнос-Айресе и играть в южноафриканской конференции. В октябре того же года одно из мест было отдано японской команде, а в ноябре свою франшизу получила и Аргентина.
В декабре 2015 года «Хагуарес» официально представили название, логотип и тренерский состав клуба.

### Первые сезоны
Перед началом сезона клуб был определён в конференцию Африка 2 вместе с «Саутерн Кингз», «Лайонз» и «Шаркс». В своей первой игре 27 февраля 2016 года «Хагуарес» встретились с «Сентрал Читаз» и в тяжёлом матче сумели обыграть их со счётом 34:33. Следующую победу «ягуары» сумели одержать только два месяца спустя — со счётом 73:27 были повержены регбисты «Саутерн Кингз». Аргентинцы занесли в том матче 11 попыток, а Леонардо Сенаторе отметился первым в истории клуба хет-триком. Всего за сезон клуб выиграл 4 матча и в общей таблице занял тринадцатое место. По результатам сезона главный тренер аргентинской сборной Даниэль Уркад назвал результаты приемлемыми и был удовлетворён регулярной практикой регбистов сборной в играх с лучшими клубами Южного полушария.
Сезон 2017 года «Хагуарес» начали с выездной победы над «Саутерн Кингз» со счётом 26:39, а во втором матче аргентинский клуб проиграл «Стормерз» 32:25. Оба эти матча открыли неожиданную проблему команды — отсутствие дисциплины на поле. В них аргентинцы получили по две жёлтые карточки, причём оба раза за очень короткий отрезок времени, таким образом на поле по несколько минут играли лишь 13 игроков. В первой игре «Хагуарес» уже установили преимущество в счёте и сумели уверенно выиграть, а во втором матче карточки помешали победить, хотя в меньшинстве аргентинцы сумели занести одну из своих попыток. После неплохого начала сезона, когда аргентинцы некоторое время держались в зоне плей-офф, последовал спад и четырёхматчевая безвыигрышная серия. «Хагуарес» сумели оправиться лишь в самом конце регулярной части чемпионата и в последних двух матчах обыграли австралийские команды «Уаратаз» и «Мельбурн Ребелс», что обеспечило южноамериканской франшизе десятую строчку в общем зачёте Супер Регби.
После завершения сезона руководство Аргентинского регбийного союза приняло решение не продлевать контракт с главным тренером Раулем Пересом, а спустя три месяца было объявлено о назначении бывшего хукера сборной Аргентины Марио Ледесмы в качестве нового наставника «Ягуаров». Перед началом сезона новым капитаном вместо опытного Агустина Криви был назван фланкер Пабло Матера, при этом впервые в истории аргентинского регби были назначены и вице-капитаны: Хоакин Тукуле и Томас Лесана.
Новый сезон начался для команды с трёх поражений подряд, что стало худшим для «Хагуарес» стартом. Тем не менее команда смогла её прервать, а в середине сезона аргентинцы выдали семиматчевую победную серию, сумев обыграть в том числе такие статусные клубы как «Блюз», «Чифс» и «Брамбиз». Беспроигрышная серия была завершена в предпоследнем матче регулярной части чемпионата против «Буллз», а поражение не позволило «Ягуарам» обогнать в турнирной таблице «Лайонз» и занять первую строчку. Тем не менее команде хватило 38 очков, чтобы занять 7 позицию в общем зачёте и впервые в истории поучаствовать в плей-офф Супер Регби. Соперником «Хагуарес» в четвертьфинале стал южноафриканский «Лайонз», занявший благодаря слабым выступлениям австралийских команд 2-е место в общем зачёте. Матч прошёл на домашнем стадионе «Львов» «Эллис Парк», где гости не смогли ничего проитвопоставить хозяевам и потерпели поражение со счётом 40:23.
После завершения сезона 2018 года на тренерском мостике клуба вновь произошли изменения: Ледесма, который привёл «Ягуаров» к историческому выходу в плей-офф, занял должность главного тренера национальной сборной, а на посту франшизы его сменил Гонсало Кесада, ещё один ветеран аргентинской сборной и состоявшийся в Европе тренер. В межсезонье не обошлось без потерь среди игроков: штатный бьющий клуба и сборной Николас Санчес перешёл в «Стад Франсе», что вместе с завершением карьеры по ходу сезона другого опытнейшего игрока Хуана Мартина Эрнандеса, стало серьёзной потерей для клуба. Новый тренер, как и Ледесма годом ранее, назначил нового капитана, которым стал Херонимо де ла Фуэнте.

## Стадион
Когда в 2014 году руководство SANZAR рассматривало возможности расширения Супер Регби в Аргентину, Аргентинский регбийный союз был сразу поставлен в известность, что домашние матчи потенциальной франшизы должны проходить в Буэнос-Айресе или в непосредственной близости от него. Это было сделано с целью минимизировать количество перелётов спортсменов перед гостевыми матчами; другим требованием к будущей арене стала её вместимость — не менее 25 тысяч человек. Первоначальным выбором стал стадион «Сан-Исидро», располагающийся в одноимённом пригороде столицы.
Однако к моменту официального представления франшизы домашним стадионом стал столичный «Хосе Амальфитани», дом футбольного клуба «Велес Сарсфилд» и сборной Аргентины по регби, вмещающий почти 50 тысяч человек. В 2014 и 2016 годах арена была включена изданиями Bleacher Report и Wales Online в рейтинги самых лучших и атмосферных регбийных стадионов мира. Первый домашний матч «Хагуарес» — против «Чифс» 19 марта 2016 года — посетило около 24 тысяч человек.

## Символы

### Эмблема и цвета
Традиционные цвета команды — оранжевый и чёрных, во всех своих сезонах команда использовала именно это сочетание в своей символике . На эмблеме изображён ягуар, традиционный символ аргентинского регби. Перед началом сезона 2019 года эмблема была изменена, хотя и сохранила рычащего ягуара. Болельщики и журналисты сразу отметили сходство нового логотипа с эмблемой команды NFL «Джэксонвилл Джагуарс».
- Эмблемы «Хагуарес»
- Эмблема в сезонах 2016—2018
- Эмблема с 2019 года

### Форма
С 2016 года титульным спонсором команды является компания VISA, техническим — производитель спортивной одежды Nike.

Домашняя форма
| Сезон 2016 года | Сезон 2017 года |

Гостевая форма
| Сезон 2016 года | Сезон 2017 года |

## Результаты
| Сезон | Место | Игры | Победы | Ничьи | Поражения | Очки + | Очки - | Разница | Бонусы | Турнирные очки | Примечания                             |
| ----- | ----- | ---- | ------ | ----- | --------- | ------ | ------ | ------- | ------ | -------------- | -------------------------------------- |
| 2016  | 13-е  | 15   | 4      | 0     | 11        | 376    | 427    | -51     | 6      | 22             |                                        |
| 2017  | 10-е  | 15   | 7      | 0     | 8         | 404    | 386    | +18     | 5      | 33             |                                        |
| 2018  | 7-е   | 17   | 9      | 0     | 8         | 432    | 458    | -26     | 2      | 38             | Поражение в четвертьфинале от «Лайонз» |

## Игроки

### Текущий состав
Состав на сборы команды перед началом сезона 2019 года:

### Награды
Команда года Супер Регби

| Год  | Игрок                    | Позиция | Прим.  |
| ---- | ------------------------ | ------- | ------ |
| 2017 | Гвидо Петти Пагадисабаль | Лок     | [ 40 ] |
| 2018 | Пабло Матера             | Фланкер | [ 41 ] |

## Тренеры
Текущий тренерский штаб

| Имя                    | Должность         |
| ---------------------- | ----------------- |
| Гонсало Кесада         | Главный тренер    |
| Андрес Бордой          | Тренер нападающих |
| Хуан Фернандес Миранда | Тренер защитников |

Статистика главных тренеров

| Тренер         | Период                           | Матчей | Выиграно | Ничьих | Проиграно | % побед | Прим.         |
| -------------- | -------------------------------- | ------ | -------- | ------ | --------- | ------- | ------------- |
| Рауль Перес    | 17 декабря 2015 — 14 июля 2017   | 30     | 11       | 19     | 0         | 36.7%   | [ 14 ] [ 19 ] |
| Марио Ледесма  | 21 октября 2017 — 1 августа 2018 | 17     | 9        | 8      | 0         | 52.9%   | [ 20 ] [ 43 ] |
| Гонсало Кесада | 8 августа 2018 — н.в.            | 0      | 0        | 0      | 0         | —       | [ 26 ]        |

## Комментарии
1. ↑  3-е место в конференции Африка 2, 5-е место в Южноафриканской группе, 13-е место в общем зачёте.
2. ↑  3-е место в конференции Африка 2, 4-е место в Южноафриканской группе, 10-е место в общем зачёте.
3. ↑  2-е место в Южноафриканской конференции, 7-е место в общем зачёте.